# Fruitland (Iowa)
Fruitland – miasto w Stanach Zjednoczonych, w stanie Iowa, w hrabstwie Muscatine. Zgodnie ze spisem statystycznym z 2000 roku, miasto liczyło 703 mieszkańców.